# 1551
1551 (MDLI) a fost un an comun al calendarului iulian, care a început într-o zi de joi.

## Arte, științe, literatură și filozofie
- Sibiu. Primul experiment cu rachete din lume, realizat de Conrad Haas.

## Nașteri
- 19 septembrie: Henric al III-lea al Franței  (d. 1589)
- 31 decembrie: Henric I, Duce de Guise  (d. 1588)
- 21 martie: Maria Anna de Bavaria (1551–1608)  (d. 1608)
- 28 decembrie: Vicente Espinel scriitor spaniol (d. 1624)
- dată necunoscută: Giacomo Luccari cronicar din Raguza (d. 1615)

## Decese
- 26 august: Margareta Leijonhufvud  (n. 1516)
- 21 aprilie: Sebastián de Belalcázar  (n. 1480)
- 16 decembrie: Gheorghe Martinuzzi cardinal, guvernator al Transilvaniei (n. 1482)
- dată necunoscută: Bálint Török  (n. 1502)